# Lergravsparkens Skole
Lergravsparkens Skole er en københavnsk kommuneskole på Amager beliggende Ungarnsgade 13, 2300 København S (bygning Ø), med afdelinger på adresserne Ungarnsgade 34 (bygning U) og Wittenberggade 2 (bygning S).
Den nuværende skoleleder er Torben Vorstrup.

## Historie
Lergravsparkens Skole er en sammenlægning af de tre skoler Østrigsgades Skole (oprettet 1906), Sundpark Skole (oprettet 1918) og Ungarnsgades Skole. Den blev oprettet ved starten af skoleåret 2008-2009 og er beliggende på de tre gamle skolematrikler.